# F

F의 필기체

F, f는 로마자의 6번째 글자이다.

## 이름
- 라틴어·독일어·프랑스어·영어·네덜란드어·인도네시아어: 에프 [ɛf]
- 스페인어: 에페 ['efe]
- 이탈리아어: 에페 [effe]
- 웨일스어: 에브 [ev]
- 에스페란토: 포 [fo]

## 발음
아래의 언어를 제외한 대부분의 언어에서 무성 순치 마찰음(/f/)의 음가를 지닌다.
- 웨일스어, 아미어: 유성 순치 마찰음(/v/)
- 하우사어, 우즈베크어: 무성 양순 마찰음(/ɸ/)

## 쓰임
- f는 국제음성기호에서 무성 순치 마찰음을 나타낸다.
- f는 수학 약자 중 함수(function)의 약자로 쓰인다.
- F는 플루오린을 나타내는 원소 기호이다.
- F는 연필의 흑연 등급이다.
- F는 아파트나 빌딩에 4층을 쓰지 않을 때 쓰는 four의 약자이다.

## 역사
F는 갈고리를 뜻하는 그림 문자에서 왔다.
| 셈조어 문자 | 페니키아 문자 와우 | 그리스 문자 디감마 | 에트루리아 문자 F | 로마 문자 F |
| 셈조어 문자 | 페니키아 문자 와우 | 그리스 문자 디감마 | 에트루리아 문자 F | 로마 문자 F |

## 컴퓨터 부호
| 미리 보기      | F                      | F                      | f                    | f                    |
| -------------- | ---------------------- | ---------------------- | -------------------- | -------------------- |
| 유니코드 이름  | LATIN CAPITAL LETTER F | LATIN CAPITAL LETTER F | LATIN SMALL LETTER F | LATIN SMALL LETTER F |
| 인코딩         | 10진                   | 16진                   | 10진                 | 16진                 |
| 유니코드       | 70                     | U+0046                 | 102                  | U+0066               |
| UTF-8          | 70                     | 46                     | 102                  | 66                   |
| 수치 문자 참조 | &#70;                  | &#x46;                 | &#102;               | &#x66;               |
| EBCDIC 계열    | 198                    | C6                     | 134                  | 86                   |
| ASCII          | 70                     | 46                     | 102                  | 66                   |